# Ritiševo
Ritiševo (cyr. Ритишево) – wieś w Serbii, w Wojwodinie, w okręgu południowobanackim, w mieście Vršac. W 2011 roku liczyła 549 mieszkańców.